# Charles III de Rohan-Guéméné
Charles III de Rohan, V duca di Montbazon, V principe di Guéméné (30 settembre 1655 – Rochefort-en-Beauce, 10 ottobre 1727), è stato un nobile francese Il suo titolo principale era Duca di Montbazon, e prima di accedere a quel titolo era noto con il suo altro titolo di Principe di Guéméné. Era figlio di Charles de Rohan e Jeanne Armande de Schomberg.

## Biografia

### Infanzia

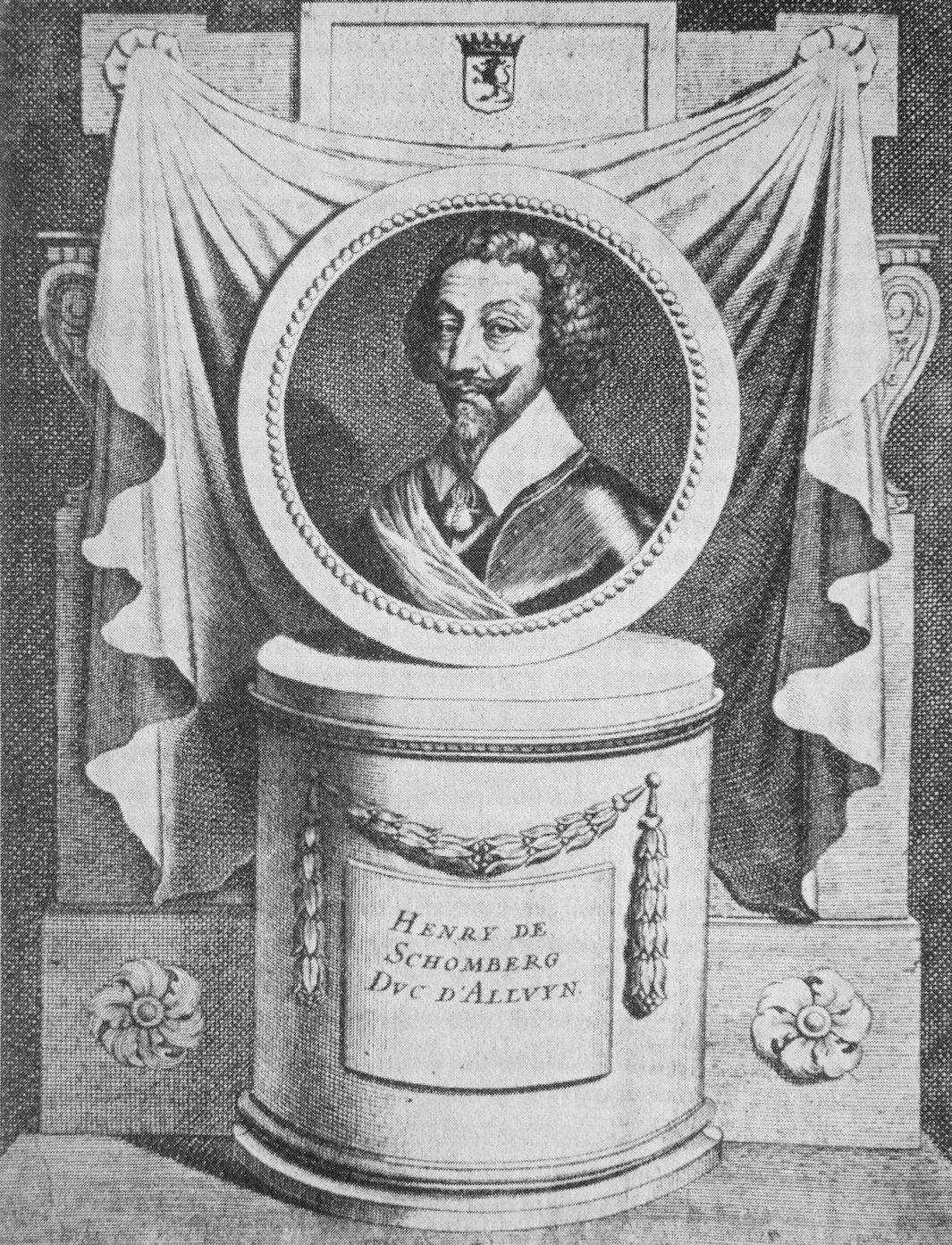
Henri de Schomberg

Nato Charles de Rohan, era il maggiore di quattro figli del principe de Guéméné con il rango di prince étranger alla corte francese, in virtù della pretesa del Casato di Rohan di discendere dai duchi di Bretagna. Sua madre Jeanne Armande de Schomberg era una figlia di Henri de Schomberg che era stato un maresciallo di Francia. 

### Primo matrimonio

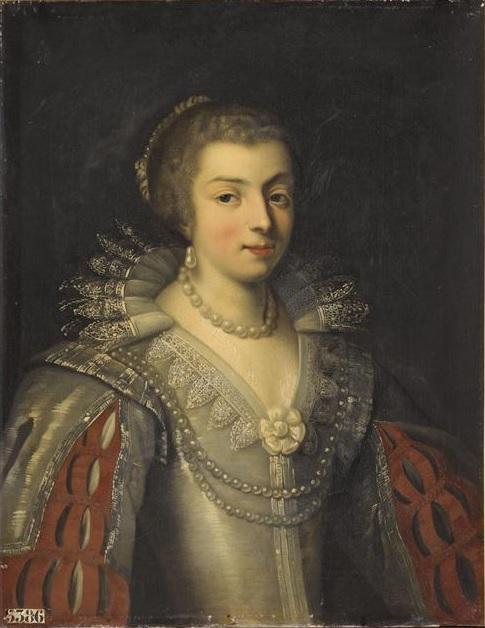
Ritratto di Marie de Rohan, duchessa di Chevreuse di Sophie Rochard del 1837. Fu commissionato del re dei Francesi Luigi Filippo I ed è oggi custodito nella Reggia di Versailles

Si sposò con Marie Anne d'Albert de Luynes, figlia di Louis Charles, duc de Luynes ed Anne de Rohan. La sorella di sua moglie era Jeanne Baptiste d'Albert de Luynes, amante di Vittorio Amedeo II, duca di Savoia; entrambe erano nipoti di Marie de Rohan, la famosa duchesse de Chevreuse; in quanto tali erano cugini di secondo grado che condividono gli stessi bisnonni. La coppia si sposò il 19 February 1678 e non ebbe figli. Marie Anne morì nel 1679 ad appena sedici anni.

### Secondo matrimonio
Charles si sposò poi con Charlotte Élisabeth de Cochefilet, designata Mademoiselle de Vauvineux prima del suo matrimonio, il 30 novembre 1679, appena nove mesi dopo la morte di Marie Anne. La coppia ebbe sei figli.

### Ultimi anni e morte
Detenne il titolo sussidiario di conte di Sainte-Maure, di La Haye e di La Nouatre.
Morì nel castello di Rochefort-en-Beauce all'età di settantadue anni. Fu succeduto dal secondo dei suoi figli maschi. Il quarto dei suoi figli maschi fu il fondatore della linea di Rochefort del casato di Rohan. I suoi discendenti in linea maschile attualmente vivono in Austria, dopo aver abbandonato la Francia durante la rivoluzione francese.

## Discendenza
Carlo III e Charlotte Élisabeth de Cochefilet ebbero:
- Charlotte de Rohan (20 dicembre 1680-20 settembre 1733) nubile e senza figli;
- François Armand de Rohan, principe di Montbazon (4 dicembre 1682-26 giugno 1717) sposò Louise Julie de La Tour d'Auvergne, figlia di Godefroy Maurice de La Tour d'Auvergne e Maria Anna Mancini, ebbe un figlio che visse tre anni;
- Hercule Mériadec de Rohan, principe di Guéméné (13 novembre 1688-21 dicembre 1757) sposò Louise Gabrielle Julie de Rohan, figlia del duca Rohan-Rohan e Anne Geneviève de Lévis, ed ebbe figli;
- Charles de Rohan, principe di Rohan-Montauban, principe di Rochefort (7 agosto 1693-25 febbraio 1766) sposò Eléonore Eugénie de Béthisy de Mézières ed ebbe figli; furono i nonni di Giuseppina di Lorena, principessa di Carignan e Carlo Eugenio di Lorena, principe di Lambesc e duca d'Elbeuf;
- Armand Jules de Rohan (10 febbraio 1695-28 agosto 1762) arcivescovo-duca di Reims, Premier Pair de France;
- Louis César Constantin de Rohan (24 March 1697 – 11 March 1779) no issue.